# Giovanni Ferrari
Giovanni Vincenzo Ferrari (født 6. december 1907, død 2. december 1982) var en italiensk fodboldspiller (offensiv midtbane/angriber) og senere -træner.
Ferrari blev verdensmester med Italiens landshold ved både VM 1934 på hjemmebane, og ved VM 1938 i Frankrig. Ved begge turneringer spillede han alle italienernes kampe. I alt nåede han at spille 44 kampe og score 14 mål for landsholdet.
På klubplan er Ferrari især kendt for sin tid i Juventus, men han spillede også i Inter & Bologna, og vandt flere italienske mesterskaber med disse klubber.
Efter at have indstillet sin aktive karriere var Ferrari i en årrække træner, blandt andet for sin gamle klub som aktiv, Inter, samt for det italienske landshold. Han stod i spidsen for italienerne ved VM 1962 i Chile.

## Hæder

### Klub
Juventus
- Serie A: 1930–31, 1931–32, 1932–33, 1933–34, 1934–35
- Coppa Italia: 1941-42

Internazionale
- Serie A: 1937–38, 1939–40
- Coppa Italia: 1938-39

Bologna
- Serie A: 1940–41

### Landshold
Italien
- FIFA VM i fodbold: 1934, 1938
- Central European International Cup: 1933–35
- Central European International Cup: Runner-up: 1931-32

### Individuelt
- Italian Football Hall of Fame: 2011 (Posthumt)